# Domnești, Argeș
Domnești là một xã thuộc hạt Argeș, România. Dân số thời điểm năm 2002 là 3224 người.